# Whist
Il whist è un classico gioco di carte in voga nel XVIII e XIX secolo, evoluzione del più antico Ruff and Honours. Nonostante le regole siano estremamente semplici, il gioco richiede un'analisi scientifica e, dal momento che i soli dati a disposizione di un giocatore sono le proprie 13 carte,è difficile riuscire a giocarlo bene.
Agli albori vennero scritti numerosi libri sull'arte di giocare a whist con Edmond Hoyle che scrisse un manuale divenuto poi famoso. Alla fine del XIX secolo un insieme di regole rigide descrivevano le leggi del gioco, la sua etichetta e le tecniche necessarie, le quali richiedevano grande impegno per l'apprendimento. Nei primi anni del ventesimo secolo il bridge contratto, che condivide molte caratteristiche del whist, diventò il gioco più popolare tra i giocatori "seri". Nondimeno, il whist continuò ad essere giocato in Gran Bretagna, spesso in tornei locali chiamati whist drives.

## Versioni del Whist
Al giorno d'oggi esistono molti giochi chiamati whist o wist; il termine è stato riutilizzato da una molteplicità di giochi basati sul whist originale, spesso con l'aggiunta di piccoli particolari, ad esempio:
- Bid Whist: si gioca a squadre con l'aggiunta di puntate, viene giocato negli USA
- Boston Whist: giocato nell'Europa del diciannovesimo secolo dalle classi abbienti, specie dalla nobilità, se ne ritrova traccia soprattutto nella letteratura russa e francese del periodo. Il  Boston Whist è praticato dal conte Rostov nel romanzo Guerra e pace di Lev Tolstoj e costituisce il vero protagonista del racconto La dama di picche di Aleksandr Sergeevič Puškin. Ancora, si ritrova nelle pagine delle Illusioni perdute di Balzac.

- Call-ace Whist: in cui gli scommettitori scelgono il proprio partner chiamando un asso. È una variante di origine danese
- Catch the Ten (noto anche come Scotch Whist): utilizza solo la metà del mazzo, il 10 è la carta più alta
- Colour Whist o Kleurwiezen: gioco belga simile al Solo Whist, ma più elaborato
- German Whist: adattamento inglese a coppie senza l'uso di puntate
- Hearts e Spades: versioni americane del gioco. Sono state inserite da Windows tra i giochi standard
- Israeli Whist: gioco simile a Oh Hell
- Knock-out Whist: detto anche Trumps (UK) o Diminishing Whist. Gioco in cui chi non riesce a vincere nessuna mano viene eliminato
- Minnesota Whist: in cui non ci sono trump (atout), e le mani possono essere giocate per guadagnare o perdere carte. Molto simile alla versione norvegese
- Oh Hell: i giocatori tentano di indovinare il numero esatto di mani che vinceranno; viene penalizzato l'errore in difetto o in eccesso
- Romanian Whist: molto simile a Oh Hell
- Solo Whist: giocato in Inghilterra. Si può puntare per vincere 5, 9 o 13 carte
- Tarneeb: giocato nel mondo arabo
- Three-Handed "Widow" Whist: viene giocata una mano supplementare
- Coperto: si distribuiscono solo 12 carte per giocatore. 3 carte vengono lasciate coperte al centro del tavolo e una scoperta per definire l'atout. L'ordine dei valori è 3 2 asso K-Q-J-10-9-8-7-6-5-4. È obbligatorio rispondere al seme giocato, si può tagliare solo se non si hanno in mano carte del seme giocato. Ai giocatori che indovinano le prese vengono assegnati 10 punti più il numero delle prese. Chi scommette 0 mani prende 10 punti
- Le Turaneur: non si gioca a coppie, come avviene anche nelle varianti wist. Ogni giocatore gioca per sé (da 2 a 52 giocatori). Si inizia distribuendo una sola carta a testa e ad ogni mano si aggiunge una carta. Dopo aver distribuito le carte ciascun giocatore dichiara quante prese prevede di fare. L'ultimo a dichiarare deve far sì che il totale di prese dichiarate non sia pari al numero di prese da giocare. L'ordine dei valori è A-K-Q-J-10-9-8-7-6-5-4-3-2. È obbligatorio rispondere al seme giocato, si può tagliare solo se non si hanno in mano carte del seme giocato. Ogni giocatore fa un punto per ogni presa realizzata e chi realizza esattamente il numero di prese dichiarate prende anche un bonus pari al numero di carte iniziali. Per poter aumentare ad ogni mano il numero di carte distribuite a ciascun giocatore, quando necessario viene di volta in volta eliminato il giocatore ultimo in classifica.

## Regole del Whist
Viene utilizzato un mazzo standard da 52 carte. L'ordine di importanza delle carte, è in ordine decrescente: A K Q J 10 9 8 7 6 5 4 3 2. Viene giocato da quattro giocatori a coppia. Per scegliere le coppie si alza il mazzo: i due giocatori con le carte più alte fanno coppia. Dopo aver scelto le coppie si alza per decidere chi tiene il mazzo.

### Mischiare e dare le carte
Le carte possono essere mischiate da qualsiasi giocatore, anche se solitamente viene fatto dal giocatore alla sinistra del mazziere. Il mazziere ha il diritto di dare un'ultima mischiata. Un secondo mazzo può essere mischiato dal compagno del mazziere durante la distribuzione delle carte, in modo che sia già pronto per la mano successiva. Il mazzo viene tagliato dal giocatore alla destra del mazziere prima della distribuzione. Le carte vengono date una alla volta fino a esaurimento del mazzo. L'ultima carta, appartenente al mazziere, viene girata per mostrare il seme che comanda (il trump, simile alla briscola o all'atout del bridge). La carta mostrata resta sul tavolo fino al primo turno di gioco del mazziere. Il giro viene effettuato in senso orario.

### Gioco
Il giocatore alla sinistra del mazziere apre con una carta a scelta. Gli altri giocatori, in senso orario, devono rispondere al seme. Se un giocatore non puo' rispondere, è libero di giocare una carta a scelta. La mano viene vinta dalla carta più alta del seme giocato dal primo giocatore, a meno che sia stato giocato un trump. In questo caso vince la mano con il trump più alto. Il giocatore che si aggiudica la mano ha il diritto di iniziare la successiva.

### Punteggio
Dopo che tutti i 13 turni sono stati giocati, la coppia che si è aggiudicata il maggior numero di mani segna un punto per ogni mano aggiuntiva, ovvero per ogni mano dopo la sesta. La partita viene vinta dalla prima coppia che segna 5 punti.
Gli onori (honours) sono i punti che vengono assegnati a chi possiede le 4 carte più alte (A, K, Q, J) del trump. Chi ne possiede tre ha diritto a 2 punti, chi ne ha quattro può avere 4 punti. I punti derivati dalle mani vinte vengono conteggiati prima degli onori, e la coppia che segna 4 punti non può reclamare gli onori per vincere la partita. Gli onori non aggiungono niente ad una mano, servono solo per velocizzare le partite, e a volte non vengono usati.

## Tecnica di base
- Nella mano di apertura è conveniente giocare il proprio seme più forte, solitamente quello di cui si posseggono più carte. Anche una carta singola può essere una buona giocata. Solitamente si segue il seme giocato dal compagno.
- Prima mano: di solito si apre con il re per puntare agli onori.
- Seconda mano: si gioca piano, con un singolo onore. È conveniente distribuire gli onori su varie mani (giocando il più basso di due onori consecutivi).
- Terza mano: di solito si gioca forte, nonostante vengano utilizzati gli onori più bassi.
- Gli scarti sono carte basse di un seme che non interessa.

## Riferimenti letterari
Nel Conte di Montecristo, il whist è l'unico divertimento che si concede il procuratore Villefort. Charles Dickens parlò del whist nel libro Il Circolo Pickwick nel capitolo VI e ne fa un accenno in Grandi speranze nel capitolo XXIX e in David Copperfied nei capitoli XXXVII e  XLI. Edgar Allan Poe parlò del whist nel suo racconto I delitti della Rue Morgue. Jane Austen cita il whist in Ragione e sentimento e nel suo romanzo incompiuto I Watson (The Watsons). Phileas Fogg, l'eroe del romanzo Il giro del mondo in 80 giorni di Jules Verne, è dedito al gioco del whist. Edward Gorey lo citò nel libro illustrato The Glorious Nosebleed.
Il gioco è spesso presente nei romanzi russi del XIX secolo ambientati nell'alta società. Fra gli altri ne hanno parlato Aleksandr Sergeevič Puškin, Nikolaj Gogol', Ivan Sergeevič Turgenev, Fëdor Dostoevskij e Lev Tolstoj. In Via col vento Scarlett lo gioca dopo aver sposato Rhett. Anche in Orgoglio e pregiudizio di Jane Austen i personaggi giocano a whist. E anche in “Emma” i signori dell’epoca ne sono dediti. Horatio Hornblower è un eccellente giocatore nella serie omonima di C. S. Forester. Ne Il Gattopardo, i protagonisti (Don Fabrizio, Padre Pirrone e Tancredi) giocano a whist col Cavaliere Chevalley.
Al Shockley e Jack Torrence giocano a whist durante un flashback nell'opera di Stephen King Shining. Jack Aubrey e Stephen Maturin, protagonisti dei romanzi di Patrick O'Brian, lo praticano in diversi romanzi dell'autore. Lo scrittore francese Jules Barbey d'Aurevilly ha dedicato al gioco un racconto della raccolta Le diaboliche: Il rovescio delle carte di una partita di whist. Ne La lunga vita di Marianna Ucrìa di Dacia Maraini, al duca Pietro, marito zio di Marianna, "secca dover rinunciare alle sue serate al Casino dei nobili dove si può giocare al whist". 
Ne La Lega antiNatale di Michael Curtin, pubblicato nel 1989, i 4 protagonisti si ritrovano ogni mercoledì al pub per una partita di whist. Un intero capitolo descrive una partita col dettaglio delle carte giocate. Ne La Certosa di Parma di Stendhal è nominato molto spesso come gioco per gli scaglioni più alti della società dell'epoca. Durante il racconto il protagonista, Fabrizio del Dongo, è invitato dal Principe Ernesto V a giocarne una partita durante una serata di gala al suo palazzo. Ne I sotterranei del Vaticano di André Gide è citato da Lafcadio come un gioco insegnatogli dal suo 'zio' italiano Ardengo Baldi, il quale conosceva anche come barare al suddetto. Thomas Mann cita il whist nel romanzo La montagna incantata.
Gustavo Flaubert nel libro Madame Bovary Charles guarda per 5 ore delle persone mentre giocano a whist. Nel "Piede del Diavolo" di Sir Arthur Conan Doyle, Sherlock Holmes indaga su un delitto avvenuto subito dopo una sessione di whist. Ne "Il libro della polvere" di Philip Pullman, l'immagine della persona ricercata viene affissa nella stessa bacheca in cui erano esposte le pubblicità dei tornei di whist. Cosima Wagner Liszt riferisce nel proprio diario veneziano di serate in famiglia trascorse a giocare whist.

## Riferimenti cinematografici
Nel film Gangs of New York di Martin Scorsese, il personaggio di Daniel Day-Lewis, Bill il Macellaio, è dedito al gioco del whist. Si vede circa tra il minuto 37 e 38 del film. Lo giudica un gioco da "Gentiluomini".